# Louise Dresser
Louise Dresser (Evansville, Indiana, 5 de octubre de 1878 - Woodland Hills, California, 24 de abril de 1965) fue el nombre artístico de Louise Josephine Kerlin, una actriz estadounidense que actuó primero en el vodevil, luego en el teatro y en películas durante las décadas de 1920 y 1930.

## Biografía
Su padre, William S. Kerlin era un maquinista que murió cuando ella tenía tan solo quince años, cuando inició su carrera como cantante. Tomó su apellido artístico de Paul Dresser (1857-1906), un cantante, compositor y comediante de vodevil popular a inicios del siglo XX que era amigo de su padre. Al saber que era su hija, la promocionó asegurando que era su hermana pequeña. La mayoría así lo creyó, y en su obiturario fue mencionada como pariente.
Actuó como bailarina burlesca y cantante en el dime museum de Boston antes de debutar en el vodevil en 1900, formando un grupo llamado ""Louise Dresser and Her Picks" con un acto de canto respaldado por un coro de niños afroamericanos. En 1906 debutó en obras musicales en Nueva York, triunfando en Broadway. Su primera película fue La Gloria de Clementina en 1922. 
Su primer papel como protagonista fue en la película La ciudad que nunca duerme en 1924. Durante la primera edición de los premios Oscar, en 1929, fue nominada como mejor actriz en la película "Un barco llega".
Louise Dresser  interpretó el papel de Isabel I de Rusia en la película de Paramount Pictures Capricho imperial en 1934. La última película de Dresser fue Maid of Salem en 1937, junto a Claudette Colbert y Fred MacMurray.
Se casó dos veces. Su primer marido fue el cantante y compositor Jack Norworth en 1898, con quien formó pareja en el vodevil y de quien se divorció en 1908; posteriormente se casó con Jack Gardner en 1910, hasta la muerte de este último en 1950. Ninguna de las uniones produjo descendencia. Dresser murió en Woodland Hills, California, tras una operación quirúrgica por una enfermedad intestinal, fue enterrada en el cementerio Forest Lawn Memorial Park en Glendale, California.

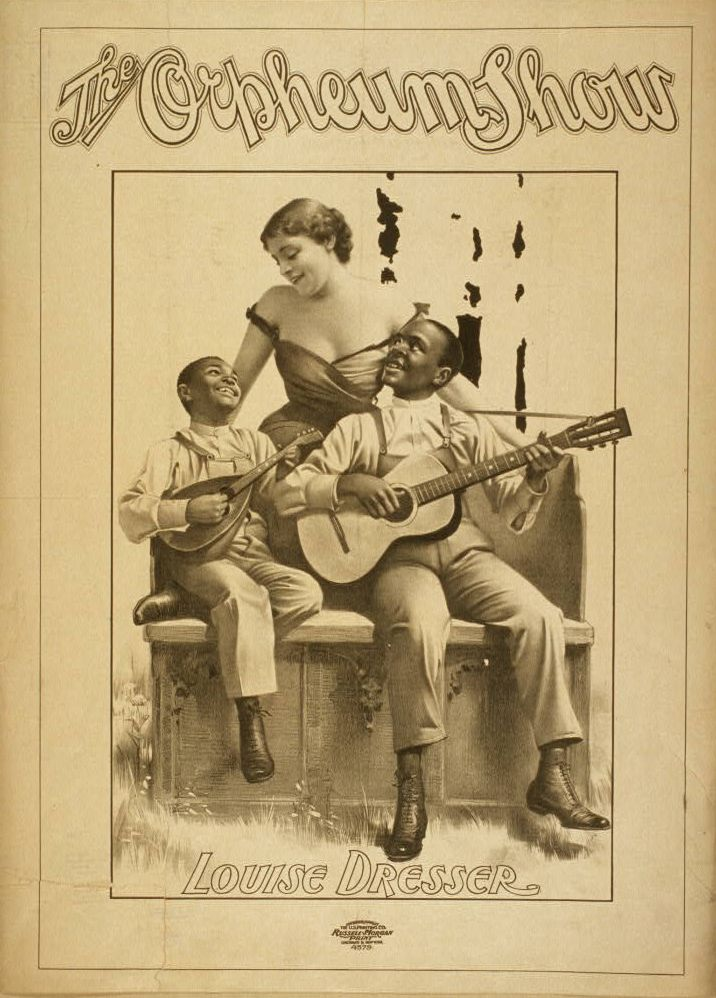
Louise Dresser en su primer espectáculo de vodevil, 1900.

## Filmografía
Cine mudo
- The Glory of Clementina (1922)
- Burning Sands (1922)
- Enter Madame (1922)
- The Fog (1923)
- Prodigal Daughters (1923)
- Salomy Jane (1923)
- Ruggles of Red Gap (1923)
- Woman-Proof (1923)
- To the Ladies (1923)
- The Next Corner (1924)
- What Shall I Do? (1924)
- The City That Never Sleeps(1924)
- Cheap Kisses (1924)
- Enticement (1925)
- Percy (1925)
- The Goose Woman (1925)
- The Eagle (1925)
- Fifth Avenue (1926)
- The Blind Goddess (1926)
- Padlocked (1926)
- Broken Hearts of Hollywood (1926)
- Gigolo (1926)
- Everybody's Acting (1926)
- The Third Degree (1926)
- White Flannels (1927)
- Mr. Wu (1927)
- A Ship Comes In (1928)
- The Garden of Eden (1928)

### Cine sonoro
- Mother Knows Best (1928)
- The Air Circus (1928)
- Not Quite Decent (1929)
- Madonna of Avenue A (1929)
- Mammy (1930)
- The Three Sisters (1930)
- This Mad World (1930)
- Lightnin (1930)
- Caught (1931)
- Stepping Sisters (1932)
- State Fair (1933)
- Song of the Eagle (1933)
- Doctor Bull (1933)
- Cradle Song (1933)
- David Harum (1934)
- The Scarlet Empress (1934)
- The World Moves On (1934
- Servants' Entrance (1934)
- A Girl of the Limberlost (1934)
- Hollywood on Parade (1934)*cortometraje
- Maid of Salem (1937)

## Premios y distinciones
Premios Óscar
| Año  | Categoría    | Película       | Resultado |
| ---- | ------------ | -------------- | --------- |
| 1928 | Mejor actriz | Un barco llega | Nominada  |